# Kongregate
Kongregate ist ein Computerspiel-Herausgeber und eine Computerspiel-Webseite, die von der Modern Times Group betrieben wird. Auf Kongregate werden etwa 130.000 Browserspiele angeboten. Des Weiteren gibt Kongregate selbst Spiele für mobile Geräte heraus. Zu diesen gehören AdVenture Capitalist und Animation Throwdown. Bekannt wurde Kongregate dadurch, dass Spieler selbst entwickelte Spiele auf der Website zur Verfügung stellen können, und durch eine Chat-Funktion, in denen Spieler mit den Entwicklern kommunizieren können. Seit Mitte 2020 ist dies jedoch nicht mehr möglich, da Adobe angekündigt hatte, den Adobe Flash Player einzustellen, auf dem viele der Browserspiele auf Kongregate basieren.

## Geschichte
Kongregate wurde von den Geschwistern Jim und Emily Greer gegründet. Im Juni 2006 luden sie Spieleentwickler und Spieletester dazu ein, die Website zu testen. Im Dezember 2006 wurde die erste Testphase beendet und die Website wurde für die Öffentlichkeit freigegeben. Zu diesem Zeitpunkt bot Kongregate etwa 300 Browserspiele an. Im März 2007 begann eine zweite größere Testphase. Diese wurde von Investoren wie Reid Hoffman, einem Mitbegründer von LinkedIn, finanziert. Am 23. Juli 2010 wurde Kongregate von der Computerspiel-Einzelhandelskette GameStop übernommen.
Im Februar 2013 investierten Kongregate und Gamestop 10 Millionen US-Dollar in die Unterstützung von Entwicklern für mobile Plattformen wie Android oder iOS, deren Spiele sie durch eigene Präsenz auf ihrer Website förderten. Dabei kündigten sie an, in Zukunft auch selbst Spiele für mobile Plattformen herauszugeben. Durch dieses Programm wurden Spiele wie AdVenture Capitalist oder Animation Throwdown entwickelt und von Kongregate herausgegeben.
Im Juni 2017 erwarb der schwedische Medienkonzern Modern Times Group Kongregate für etwa 55 Millionen US-Dollar. CEO Emily Greer kündigte dabei an, Entwicklerstudios zu erwerben und eigene Spiele zu entwickeln.
2018 veröffentlichte Kongregate das Indie-Spiel-Vertriebsportal Kartridge. Nachdem Adobe angekündigt hatte, den Adobe Flash Player Ende 2020 einzustellen, veränderte Kongregate die auf dem Flash Player basierende Struktur ihrer Website. Entwickler können keine neuen Spiele mehr einstellen, der Chat wurde eingestellt. Die über 128.000 auf Kongregate verfügbaren Spiele sind über HTML5 oder Emulatoren weiterhin spielbar.